# Championnat du Danemark de football 2021-2022
Navigation
Édition précédente Édition suivante
| \| Aalborg Aarhus Brøndby Copenhague Midtjylland Nordsjælland Odense Randers SønderjyskE Silkeborg Vejle Viborg \| Localisation des clubs engagés dans le championnat. |
| Aalborg Aarhus Brøndby Copenhague Midtjylland Nordsjælland Odense Randers SønderjyskE Silkeborg Vejle Viborg                                                           |

La saison 2021-2022 de Superliga est la cent-neuvième édition de la première division danoise. Elle oppose les douze meilleurs clubs du Danemark en une série de vingt-quatre journées suivies de barrages, servant à déterminer le champion, les clubs qualifiés pour les compétitions européennes ainsi que les équipes reléguées. Lors de cette saison, le Brøndby IF défend son titre face à onze autres équipes dont deux promus de deuxième division.

## Participants
Légende des couleurs
- Qualification pour les barrages de la Ligue des champions 2021-2022
- Deuxième tour de qualification de la Ligue des champions 2021-2022
- Qualification pour les barrages de la Ligue Europa 2021-2022
- Qualification pour le deuxième tour de qualification de la Ligue Europa Conférence 2021-2022
- Promu de deuxième division

| Club            | Présent depuis | Classement 2020-2021 | Stade                    | Capacité théorique |
| --------------- | -------------- | -------------------- | ------------------------ | ------------------ |
| Brøndby IF      | 1982           | 1                    | Brøndby Stadion          | 29 000             |
| FC Midtjylland  | 2000           | 2                    | MCH Arena                | 11 809             |
| FC Copenhague   | 1992           | 3                    | Parken                   | 38 065             |
| AGF Aarhus      | 2015           | 4                    | Ceres Park               | 20 032             |
| FC Nordsjælland | 2002           | 5                    | Farum Park               | 9 900              |
| Randers FC      | 2012           | 6                    | AutoC Park Randers       | 12 000             |
| Aalborg BK      | 1987           | 7                    | Energi Nord Arena        | 13 797             |
| SønderjyskE     | 2008           | 8                    | Haderslev Fodboldstadion | 10 000             |
| OB Odense       | 1999           | 9                    | TRE-FOR Park             | 15 633             |
| Vejle BK        | 2020           | 10                   | Vejle Stadion            | 10 418             |
| Viborg FF       | 2021           | 1 (D2)               | Energi Viborg Arena      | 9 566              |
| Silkeborg IF    | 2021           | 2 (D2)               | JYSK Park                | 10 000             |

## Règlement
Le classement est établi sur le barème de points classique, une victoire valant trois points, un match nul un seul et une défaite aucun. En cas d'égalité de points, les équipes concernées sont d'abord départagées sur la base de la différence de buts générale puis du nombre de buts marqués et enfin du nombre de buts marqués à l'extérieur. Si l'égalité persiste après application de ces critères, les équipes concernées sont départagées soit par tirage au sort si les places disputées n'ont aucune influence particulière, soit par un match d'appui sur terrain neutre si une des places disputées est qualificative pour une compétition européenne, le titre de champion ou la relégation.

## Phase préliminaire

### Classement
| Rang | Équipe          | Pts | J  | G  | N  | P  | Bp | Bc | Diff |
| ---- | --------------- | --- | -- | -- | -- | -- | -- | -- | ---- |
| 1    | FC Copenhague   | 48  | 22 | 14 | 6  | 2  | 43 | 13 | +30  |
| 2    | FC Midtjylland  | 42  | 22 | 13 | 3  | 6  | 37 | 22 | +15  |
| 3    | Brøndby IF T    | 40  | 22 | 11 | 7  | 4  | 30 | 24 | +6   |
| 4    | Aalborg BK      | 38  | 22 | 11 | 5  | 6  | 36 | 26 | +10  |
| 5    | Randers FC      | 33  | 22 | 9  | 6  | 7  | 26 | 25 | +1   |
| 6    | Silkeborg IF P  | 31  | 22 | 7  | 10 | 5  | 34 | 21 | +13  |
| 7    | Viborg FF P     | 27  | 22 | 6  | 9  | 7  | 31 | 33 | -2   |
| 8    | AGF Aarhus      | 26  | 22 | 6  | 8  | 8  | 24 | 29 | -5   |
| 9    | OB Odense       | 21  | 22 | 4  | 9  | 9  | 31 | 35 | -4   |
| 10   | FC Nordsjælland | 21  | 22 | 5  | 6  | 11 | 24 | 37 | -13  |
| 11   | Vejle BK        | 16  | 22 | 4  | 4  | 14 | 21 | 48 | -27  |
| 12   | SønderjyskE     | 13  | 22 | 2  | 7  | 12 | 17 | 41 | -24  |

|  | Qualification pour les barrages de championnat                                           |
|  | Qualification pour les barrages de qualification                                         |
|  | T : Tenant du titre C : Vainqueur de la Coupe du Danemark P : Promu de deuxième division |

### Résultats
| Résultats (▼dom., ►ext.) | AAB | AGF | BRO | COP | MID | NOR | ODE | RAN | SIL | SON | VIB | VEJ |
| Aalborg BK               |     | 2-0 | 3-0 | 1-3 | 0-1 | 2-1 | 2-0 | 1-1 | 1-4 | 4-0 | 2-5 | 0-0 |
| AGF Aarhus               | 1-0 |     | 1-1 | 1-3 | 3-0 | 2-3 | 2-2 | 1-2 | 1-1 | 1-0 | 1-1 | 1-0 |
| Brøndby IF               | 2-1 | 1-1 |     | 2-1 | 2-0 | 0-1 | 2-1 | 1-0 | 1-1 | 1-0 | 1-1 | 3-2 |
| FC Copenhague            | 2-2 | 1-1 | 4-2 |     | 0-1 | 1-0 | 2-0 | 3-0 | 0-0 | 2-0 | 1-1 | 3-0 |
| FC Midtjylland           | 0-2 | 4-0 | 1-2 | 0-1 |     | 2-0 | 1-2 | 1-0 | 3-0 | 3-2 | 3-1 | 4-1 |
| FC Nordsjælland          | 0-2 | 0-0 | 0-2 | 1-5 | 2-2 |     | 3-1 | 0-0 | 1-1 | 1-1 | 1-2 | 3-1 |
| Odense BK                | 2-3 | 0-0 | 2-2 | 0-2 | 2-2 | 2-0 |     | 1-2 | 1-1 | 2-1 | 2-3 | 6-0 |
| Randers FC               | 1-1 | 1-0 | 1-1 | 0-2 | 1-3 | 1-2 | 1-1 |     | 2-1 | 1-0 | 0-1 | 4-1 |
| Silkeborg IF             | 0-0 | 0-2 | 0-1 | 0-0 | 0-1 | 4-1 | 1-1 | 2-1 |     | 0-0 | 4-1 | 3-0 |
| SønderjyskE              | 1-3 | 2-3 | 1-0 | 1-1 | 0-2 | 0-2 | 2-2 | 1-1 | 0-6 |     | 2-2 | 1-0 |
| Viborg FF                | 2-3 | 2-0 | 0-1 | 0-2 | 0-2 | 2-2 | 1-1 | 1-2 | 1-1 | 1-1 |     | 2-0 |
| Vejle BK                 | 0-1 | 3-2 | 2-2 | 0-4 | 1-1 | 2-0 | 2-0 | 0-2 | 2-4 | 3-1 | 1-1 |     |

## Deuxième phase

### Barrages de championnat
Les points et buts marqués lors de la phase championnat sont retenus en totalité. À l'issue de cette phase, le premier au classement remporte le championnat et se qualifie pour les barrages de la Ligue des champions 2022-2023, le deuxième se qualifie pour le deuxième tour de qualification de la Ligue des champions 2022-2023, le troisième se qualifie pour le deuxième tour de qualification de la Ligue Europa Conférence 2022-2023, et le quatrième se qualifie pour un match d'appui face au vainqueur des barrages européens. Le vainqueur de la Coupe du Danemark se qualifie pour les barrages de la Ligue Europa 2022-2023.

#### Classement
| Rang | Équipe           | Pts | J  | G  | N  | P  | Bp | Bc | Diff |
| ---- | ---------------- | --- | -- | -- | -- | -- | -- | -- | ---- |
| 1    | FC Copenhague    | 68  | 32 | 20 | 8  | 4  | 56 | 19 | +37  |
| 2    | FC Midtjylland C | 65  | 32 | 20 | 4  | 7  | 59 | 33 | +26  |
| 3    | Silkeborg IF P   | 49  | 32 | 13 | 10 | 9  | 54 | 37 | +17  |
| 4    | Brøndby IF T     | 48  | 32 | 13 | 9  | 10 | 38 | 43 | -5   |
| 5    | Aalborg BK       | 45  | 32 | 13 | 6  | 13 | 47 | 45 | +2   |
| 6    | Randers FC       | 43  | 32 | 12 | 7  | 13 | 36 | 42 | -6   |

|  | Qualification pour les barrages de la Ligue des champions 2022-2023.                           |
|  | Qualification pour le deuxième tour de qualification de la Ligue des champions 2022-2023.      |
|  | Qualification pour les barrages de la Ligue Europa 2022-2023.                                  |
|  | Qualification pour le troisième tour de qualification de la Ligue Europa Conférence 2022-2023. |
|  | Qualification pour le match d'appui des barrages européens.                                    |
|  | T : Tenant du titre C : Vainqueur de la Coupe du Danemark P : Promu de deuxième division       |

#### Matchs
| Résultats (▼dom., ►ext.) | AAB | BRO | COP | MID | RAN | SIL |
| Aalborg BK               |     | 1-3 | 0-1 | 1-2 | 3-0 | 1-2 |
| Brøndby IF               | 0-1 |     | 1-1 | 1-3 | 0-1 | 2-1 |
| FC Copenhague            | 3-0 | 2-0 |     | 1-0 | 0-1 | 2-1 |
| FC Midtjylland           | 2-0 | 2-2 | 0-0 |     | 3-2 | 3-2 |
| Randers FC               | 2-2 | 2-1 | 0-2 | 1-3 |     | 1-2 |
| Silkeborg IF             | 4-2 | 3-0 | 3-1 | 1-4 | 1-0 |     |

### Barrages de relégation
Les points et buts marqués lors de la phase championnat sont retenus en totalité. À l'issue de cette phase, les deux derniers sont relégués directement en deuxième division. Le premier dispute un match de barrage pour une qualification en Ligue Europa Conférence 2022-2023.
| Rang | Équipe          | Pts | J  | G | N  | P  | Bp | Bc | Diff |
| ---- | --------------- | --- | -- | - | -- | -- | -- | -- | ---- |
| 1    | Viborg FF P     | 44  | 32 | 9 | 14 | 8  | 45 | 43 | +2   |
| 2    | OB Odense       | 38  | 32 | 8 | 14 | 10 | 45 | 46 | -1   |
| 3    | FC Nordsjælland | 36  | 32 | 9 | 11 | 12 | 38 | 47 | -9   |
| 4    | AGF Aarhus      | 30  | 32 | 6 | 12 | 14 | 31 | 43 | -12  |
| 5    | Vejle BK        | 29  | 32 | 7 | 8  | 17 | 31 | 60 | -29  |
| 6    | SønderjyskE     | 23  | 32 | 4 | 11 | 16 | 28 | 54 | -26  |

|  | Qualification pour le match d'appui des barrages européens. |
|  | Relégation en deuxième division.                            |

#### Matchs
| Résultats (▼dom., ►ext.) | AGF | NOR | ODE | SON | VEJ | VIB |
| AGF Aarhus               |     | 2-2 | 1-2 | 1-1 | 0-0 | 0-2 |
| FC Nordsjælland          | 2-2 |     | 1-1 | 2-0 | 2-1 | 2-0 |
| OB Odense                | 1-0 | 2-1 |     | 1-1 | 2-1 | 1-1 |
| SønderjyskE              | 2-1 | 1-1 | 2-2 |     | 0-2 | 1-2 |
| Vejle BK                 | 1-0 | 0-0 | 2-1 | 0-3 |     | 2-2 |
| Viborg FF                | 1-0 | 1-1 | 1-1 | 0-1 | 2-2 |     |

### Barrage européen
Le barrage oppose le cinquième des barrages de championnat au premier des barrages de relégation. Le vainqueur se qualifie pour le deuxième tour de qualification de la Ligue Europa Conférence 2022-2023.
| Club       | Score                  | Club      |
| ---------- | ---------------------- | --------- |
| Aalborg BK | 1 - 1 1 - 3 (t. a. b.) | Viborg FF |

Légende des couleurs
- Qualification pour le deuxième tour de qualification de la Ligue Europa Conférence 2022-2023.

### Meilleurs buteurs
| Rang | Joueur                   | Club            | Buts |
| ---- | ------------------------ | --------------- | ---- |
| 1    | Nicklas Helenius         | Silkeborg IF    | 17   |
| 2    | Louka Prip               | Aalborg BK      | 14   |
| 3    | Evander                  | FC Midtjylland  | 12   |
| 4    | Mikael Uhre              | Brøndby IF      | 11   |
| 4    | Sebastian Jørgensen      | Silkeborg IF    | 11   |
| 4    | Pep Biel                 | FC Copenhague   | 11   |
| 5    | Issam Jebali             | Odense BK       | 10   |
| 5    | Nicolai Vallys           | Silkeborg IF    | 10   |
| 6    | Simon Adingra            | FC Nordsjælland | 9    |
| 7    | Anders Dreyer            | FC Midtjylland  | 8    |
| 7    | Júnior Brumado           | FC Midtjylland  | 8    |
| 7    | Milan Makarić            | Aalborg BK      | 8    |
| 7    | Iver Fossum              | Aalborg BK      | 8    |
| 8    | Stephen Odey             | Randers FC      | 7    |
| 8    | Vito Hammershøy-Mistrati | Randers FC      | 7    |

Mise à jour au 25 mai 2022

### Meilleurs passeurs
| Rang | Joueur              | Club           | Passes décisives |
| ---- | ------------------- | -------------- | ---------------- |
| 1    | Nicolai Vallys      | Silkeborg IF   | 10               |
| 2    | Sebastian Jørgensen | Silkeborg IF   | 9                |
| 3    | Christian Sørensen  | Viborg FF      | 8                |
| 3    | Anders Dreyer       | FC Midtjylland | 8                |
| 3    | Joel Andersson      | FC Midtjylland | 8                |
| 3    | Rasmus Carstensen   | Silkeborg IF   | 8                |
| 3    | Simon Hedlund       | Brøndby IF     | 8                |
| 4    | Kasper Kusk         | Aalborg BK     | 7                |
| 5    | Pep Biel            | FC Copenhague  | 6                |
| 5    | Evander             | FC Midtjylland | 6                |
| 6    | Robert Gojani       | Silkeborg IF   | 5                |
| 6    | Kristoffer Pallesen | Aalborg BK     | 5                |
| 6    | Anis Ben Slimane    | Brøndby IF     | 5                |
| 6    | Gustav Isaksen      | FC Midtjylland | 5                |
| 6    | Issam Jebali        | Odense BK      | 5                |

Mise à jour au 25 mai 2022

### Récompenses mensuelles
| Mois      | Joueur du mois      | Joueur du mois |
| Mois      | Joueur              | Club           |
| --------- | ------------------- | -------------- |
| Juillet   | Mathias Greve       | Randers FC     |
| Août      | Pep Biel            | FC Copenhague  |
| Septembre | Elías Rafn Ólafsson | FC Midtjylland |
| Octobre   | Stephen Odey        | Randers FC     |
| Novembre  | Mikael Uhre         | Brøndby IF     |
| Février   | Nicklas Helenius    | Silkeborg IF   |
| Mars      | Rasmus Falk         | FC Copenhague  |
| Avril     | Nicklas Helenius    | Silkeborg IF   |
| Mai       | Kamil Grabara       | FC Copenhague  |

L'équipe type de la saison 2021-2022.
| Grabara Carstensen Sørensen Thelander Dalsgaard Evander Lerager Prip Vallys Pep Biel Helenius |